# Shocking Blue
Shocking Blue foi uma banda de rock dos Países Baixos, formada em 1967, na cidade de Haia.

## História
Shocking Blue começou a partir da ideia do guitarrista Robbie van Leeuwen. Em 1967, a banda começou com o baterista Cor van der Beek, o baixista Klaassje van der Wal e o cantor Fred de Wilde. A banda gravou em 1968 um disco homônimo que fez sucesso moderado na Holanda, assim como a canção "Lucy Brown is Back in Town". Mas um tempo mais tarde, o empresário foi a uma festa que estava sendo animada pela banda Bumble Bee e lá, ele conheceu Mariska Veres que, logo depois, com o contrato dos produtores do SB, virou a vocalista.
A partir dos anos 70 eles fizeram sucesso na Holanda, nos Estados Unidos - e em toda parte do mundo - com o single Venus. A voz rouca, forte, a maquiagem e as roupas de Mariska confudiam muita gente que se perguntava se a cantora era homem ou mulher. A música rendeu à banda popularidade e dinheiro, com mais de 5 milhões de cópias vendidas no mundo, e, então, a banda fez um novo disco chamado "At Home" que trazia o single Venus e Love Buzz (logo após isso, o trabalho serviu de inspiração para ser regravado pelo Nirvana).
O Shocking Blue seguiu lançando excelentes singles, que fizeram enorme sucesso na Holanda, no resto da Europa e Japão, como Mighty Joe, Never Marry a Railroad Man (ambos venderam mais de um milhão de cópias), Hello Darkness, Shocking You, Long and Lonesome Road, Send Me a Postcard, Blossom Lady, Out of Sight, Out of Mind e Inkpot.
A banda com o passar do tempo foi se depurando e em 1971 o guitarrista abandonou a banda, Mariska continuou, a banda tinha vendido 13,5 milhões de discos até 1973, mas o então trio acabou em 1974.
Depois que Shocking Blue acabou, Mariska seguiu carreira solo no pop e eurodance. Chegou a fazer sucesso com os singles "Take Me High" (1975) e "Lovin' You" (1976). Mariska morreu em 2 de dezembro de 2006 com 59 anos, vitimada por um câncer.

## Integrantes

### Formação mais conhecida
- Robbie van Leeuwen - guitarra, sitar e vocal de apoio (1967–1973)
- Mariska Veres - vocal (1968–1974)
- Klaasje van der Wal - baixo (1967–1972)
- Cor van der Beek  - bateria (1967–1974)

### Outros integrantes
- Fred de Wilde - vocal (1967–1968)
- Leo van de Ketterij - guitarra (1970–1971)
- Martin van Wijk - guitarra (1973–1974)
- Henk Smitskamp - baixo (1972–1974)

## Discografia

### Álbuns de estúdio
| Ano  | Álbum             | Gravadora     |
| ---- | ----------------- | ------------- |
| 1968 | Shocking Blue     | Polydor       |
| 1969 | At Home           | Pink Elephant |
| 1970 | Scorpio's Dance   | Pink Elephant |
| 1971 | Third Album       | Pink Elephant |
| 1972 | Inkpot            | Pink Elephant |
| 1972 | Attila            | Pink Elephant |
| 1972 | Eve and the Apple | Polydor       |
| 1973 | Dream on Dreamer  | Polydor       |
| 1973 | Ham               | Pink Elephant |
| 1974 | Good Times        | Pink Elephant |

### Álbuns ao vivo
| Ano  | Álbum         | Gravadora |
| ---- | ------------- | --------- |
| 1972 | Live in Japan | Polydor   |

### Singles
- 1967 "Love is in The Air" / "What You Gonna Do" (Polydor)
- 1968 "Lucy Brown is Back in Town" / "Fix Your Hair Darling" (Pink Elephant)
- 1968 "Send Me a Postcard" / "Harley Davidson" (Metronome)
- 1969 "Long and Lonesome Road" / "Fireball of Love" (Metronome)
- 1969 "Venus" / "Hot Sand" (Pink Elephant)
- 1969 "Mighty Joe" / "Wild Wind" (Metronome)
- 1969 "Scorpio's Dance" / "Sally Was a Good Old Girl" (promo)
- 1970 "Never Marry a Railroad Man" / "Roll Engine Roll" (Metronome)
- 1970 "Hello Darkness" / "Pickin' Tomatoes" (Metronome)
- 1971 "Shocking You" / "Waterloo" (Metronome)
- 1971 "Serenade" / "Sleepless at Midnight" (Buddah)
- 1971 "Blossom Lady" / "Is This a Dream" (Polydor)
- 1971 "Out of Sight, Out of Mind" / "I Like You" (Polydor)
- 1972 "Inkpot" / "Give My Love to The Sunrise" (Polydor)
- 1972 "Rock in the Sea" / "Broken Heart" (Polydor)
- 1972 "Eve and the Apple" / "When I was a Girl" (Polydor)
- 1973 "Let Me Carry Your Bag" / "I Saw You in June" (Polydor)
- 1973 "Oh Lord" / "In My Time of Dying" (Polydor)
- 1974 "This America" / "I Won't be Lonely Long" (Polydor)
- 1974 "Dream on Dreamer" / "Where The Pick-Nick Was" (Polydor)
- 1974 "Good Times" / "Come My Way" (Pink Elephant)
- 1975 "Gonna Sing My Song" / "Get It On" (Decca)
- 1980 "Louise" / "Venus" (promo)
- 1986 "The Jury and The Judge" / "I am Hanging on to Love (Polydor)
- 1994 "Body and Soul" / "Angel" (Red Bullet)

### Coletâneas
LPs
- 1969 Sensational Shocking Blue (Discofoon)
- 1971 Hello Darkness (Pink Elephant)
- 1972 The Shocking Blue Perfect Collection (Polydor)
- 1972 The Best of Shocking Blue (Pink Elephant)
- 1973 Shocking Blue's Best (Metronome)
- 1973 With love from... Shocking Blue (Capri)
- 1978 The Shocking Blue Double Deluxe (Polydor)
- 1980 Venus (Piccadilly)
- 1981 The Shocking Blue Greatest Hits (CNR)
- 1986 Best of Shocking Blue (CNR)
- 1986 Classics (21 Records)

CDs
- 1986 The Best of Shocking Blue (Victor)
- 1990 The Very Best of Shocking Blue (Red Bullet), (Arcade, 1993)
- 1990 Shocking Blue  20 Greatest Hits (Repertoire)
- 1994 A Portrait of Shocking Blue (Castle)
- 1995 Shocking Blue The Golden Hits (Red Bullet)
- 1997 Singles A's and B's (Repertoire)
- 1997 Shocking Blue Grand Collection (A.R.O.)
- 1998 Shocking You (Laserlight)
- 2000 Shocking Blue Golden Collection 2000 (Lighthouse)
- 2000 All Gold Of The World Shocking Blue (Mekkophone & Castle Communications)
- 2004 Shocking Blue Greatest Hits (Red Bullet)

### DVDs
- 2004 Greatest Hits Around The World (Red Bullet)